# 七田芳則
七田 芳則（しちだ よしのり）は、日本の生物学者。京都大学名誉教授。元日本生物物理学会会長。

## 人物・経歴
1974年大阪大学理学部生物学科卒業。1979年京都大学大学院理学研究科生物物理学専攻博士課程修了、日本学術振興会奨励研究員。同年京都大学理学部助手。1993年京都大学理学部助教授。1998年京都大学大学院理学研究科教授。2007年日本光生物学協会会長。2014年日本生物物理学会会長。2017年定年退職、京都大学名誉教授、立命館大学総合科学技術研究機構客員教授。